# Donkey Kong Country 2: Diddy's Kong Quest
Donkey Kong Country 2: Diddy's Kong Quest is een Super Nintendo-spel dat in 1995 uitgebracht werd door Rare als opvolger van het populaire spel Donkey Kong Country. In Donkey Kong Country 2 krijgt de speler de controle over Diddy Kong en Dixie Kong.
Donkey Kong Country 2 is in 2004 opnieuw uitgekomen voor de Game Boy Advance en is ook beschikbaar voor de Wii.

## Verhaal
Nadat Donkey Kong in deel 1 zijn gestolen bananenvoorraad had teruggevonden leek de rust weer te zijn teruggekeerd op Donkey Kong Island. Maar net toen Donkey Kong een oogje dicht deed, werd hij in opdracht van Kapitein K. Rool ontvoerd door Kremlings. De Kapitein eist de hele bananenvoorraad op, anders zal niemand Donkey Kong ooit nog terugzien. Natuurlijk voelen Diddy en Dixie zich geroepen om Donkey terug te halen en om eens en voor altijd af te rekenen met Kapitein K. Rool. De speurtocht naar Donkey Kong begint op de Gangplank Galleon, Kapitein K. Rools op een zandbank vastgelopen vlaggenschip, waar het vorige gevecht eindigde. Het avontuur leidt hen naar Crocodile Isle, een groot moerasachtig eiland en eveneens thuisbasis van de Kremlings.
In de hoofdrollen van Donkey Kong Country 2: Diddy's Kong Quest, zijn te zien:
- Diddy Kong: Wanneer Diddy van Donkey Kongs ontvoering hoort, wil hij zijn beste vriend en grote voorbeeld natuurlijk meteen gaan redden. Dit geeft Diddy de kans om zichzelf te bewijzen als een echte held, zoals hij altijd gewild heeft. Cranky heeft hier aanvankelijk geen vertrouwen in en het is aan Diddy om het tegendeel te bewijzen en Donkey uit de klauwen van Kaptitein K. Rool te redden. Diddy's aanvallen en bewegingen zijn vrijwel hetzelfde als voorheen. Diddy's belangrijkste aanval blijft zijn radslag-aanval, waarmee hij vijanden omver kan rollen. Nog steeds herkenbaar aan zijn lange staart, rode pet en shirt, is Diddy's uiterlijk licht aangepast. Hij heeft nu twee gele sterren op zijn shirt, een Nintendo-logo op zijn pet en is voorzien van wat meer details. Diddy heeft veel geleerd van hun eerdere avonturen en is vastbesloten Donkey te bevrijden.
- Dixie Kong: Nieuw is Diddy Kong's vriendinnetje, Dixie. Het is een avontuurlijk apenmeisje dat graag met Diddy op reis wil gaan. Dixie lijkt in vele opzichten op Diddy, maar heeft een grote blonde paardenstaart waarmee ze vijanden kan wegslaan. Dixies bekendste beweging is echter haar helikopterdraai. Door haar staart te bewegen als een propeller, kan ze zwevend afstanden afleggen en zo langzaam afdalen. Dit geeft Dixie grote voordelen bij moeilijk te overbruggen obstakels. Dixie is verder herkenbaar aan haar roze baret (aanvankelijk met een gouden Rareware speld) en shirt. In eerdere games droeg ze eveneens roze kniebeschermers. Dixie en Diddy vormen samen een goed team. De speler kan op ieder moment wisselen tussen beide apen. Ook kunnen zij elkaar weggooien om zo hogere platforms te bereiken of vijanden te verslaan. Dit is echter wel oppassen, want men kan op deze manier ook zijn/haar maatje verliezen.

## Werelden
Donkey Kong Country 2 speelt zich voornamelijk af op Crocodile Isle, een eiland dat een andere diversiteit aan gebieden kent dan Donkey Kong Island. Hoewel het grootste deel bestaat uit ondoordringbare moerassen, kent het eiland veel variatie. De reis voert Diddy en Dixie door de volgende locaties:
1. Gangplank Galleon, het oude vlaggenschip van K.Rools piraten. Het kwam tijdens de gebeurtenissen in Donkey Kong Country aanvaren, waarna het schip is vastgelopen op een zandbank. Het eerste gevecht met K. Rool vond plaats aan boord van de Gangplank Galleon en is daarom het uitgangspunt van het avontuur van Diddy en Dixie. Hoewel het nog niet gezonken is, is het amper zeewaardig te noemen. Gevechten hebben verschillende gaten in het dek geslagen en sommige ruimen maken water. Het schip is vele malen groter dan het in eerste instantie leek. In een van de masten heeft Krow zijn nest.
2. Crocodile Cauldron, een vulkanische uitloper van Crocodile Isle. Deze heeft de vorm van een krokodillenhoofd. De lava komt naar boven en stroomt hier de zee in. Ook loopt het zeewater de gevaarlijke grotten in en zorgt voor gigantische stoomwolken. In deze stromingen zonk ooit een van K.Rools schepen. Het gebied is rijk aan kostbare kristallen die er door de Kremlins worden gewonnen. In een ondergrondse lavagrot wordt gevochten tegen een groot zwaard, Kleever.
3. Krem Quay, ooit de haven en poort van Crocodile Isle. Er vond een enorme zeeslag plaats waarbij een schip door midden geschoten werd en in de haven zonk. Hierdoor is de haven en zee rondom het schip veranderd in een zoutwatermoeras vol ratten, libellen en wespen. De poort wordt bewaakt door Kudgel.
4. Krazy Kremland, een pretpark voor Kremlings, waar het ook nog eens spookt. De achtbanen zijn slecht onderhouden en overwoekerd met gevaarlijke doornstruiken. Buiten het pretpark staat de bijenfarm met korven die bewoond zijn met levensgevaarlijke wespen, zingers. King Zing wacht de speler op het einde van Krazy Kremland op.
5. Gloomy Gulch, de enge bossen van Crocodile Isle hoger gelegen op de berg. Het spookt er en In het bos staat een vervallen huis met nog een bijenkorf. Ook is er een spookachtig scheepskerkhof. Hier vindt een nieuw gevecht met de inmiddels overleden Krow plaats. Zijn geest staat bekend als Kreepy Krow.
6. K. Rools Keep, het kasteel van K.Rool, vol met vallen en leden van K.Rools piratenbende. Het kasteel moet van onderen via ijsgrotten en verlaten mijnen bereikt worden.
7. The Flying Krock, het persoonlijke vliegtuig van K.Rool, hier vindt het gevecht met K.Rool plaats.
8. Lost World, een geheime locatie. Waarschijnlijk is dit de oorspronkelijke plaats waar de Kremlings vandaan komen en de bron van Crocodile Isle. Het gebied is een wildernis. Een grote machtige Kremling genaamd Klubba zorgt ervoor dat niemand dit terrein zal betreden. Het valt echter altijd te proberen hem om te kopen en zo toegang te krijgen tot deze verloren gewaande wereld. Wie tot aan de bron van dit ondoordringbare land kan komen, wacht een confrontatie met een oude bekende ...

## Vrienden
De apen worden geholpen door diverse vrienden die onder andere tips geven en de Kongs op andere manieren van dienst zijn. In dit tweede deel zijn ook een aantal nieuwe gezichten te zien.
- Cranky Kong, de oude Cranky is terug om bezoekers van zijn Monkey Museum als vanouds te voorzien van lange verhalen over hoe videogames vroeger beter waren en te mopperen op de moderne spellen van tegenwoordige tijd. Tussen zijn verhalen zitten soms nog steeds nuttige tips, al moet intussen wel betaald worden voor zijn adviezen. Als verouderd titelkarakter uit de oudste Donkey Kongspellen, kan Cranky Kong niet geloven dat een onervaren beginner als Diddy een videogamesheld zou kunnen zijn. Diddy kan Cranky het tegendeel bewijzen door alle DK-munten op Crocodile Isle te verzamelen en zo in Cranky's aanzien te stijgen. Cranky's uiterlijk is wat veranderd, aangezien hij nu een groen vest draagt en op twee wandelstokken leunt.
- Funky Kong, een surfvriend van Donkey Kong, die zelf niet zo van avonturen houdt. Wel runt hij een luchtvaartmaatschappij, waarmee Diddy en Dixie naar eerder bezochte werelden op het eiland kunnen reizen. Funky is vaak te vinden met een surfplank, draagt een zonnebril en loopt op slippers.
- Swanky Kong, presenteert een succesvolle spelshow waar Diddy en Dixie aan mee kunnen doen. Er zijn levens, munten en andere prijzen te winnen, maar daarvoor moet wel een juist antwoord gegeven worden op Swanky's vragen. Antwoorden kunnen vaak worden gevonden in levels van het spel. Als sterpresentator van deze quiz is Swanky een opvallende persoonlijkheid. Hij heeft een wilder kapsel, een glimmende lach, een flitsende blauwe jas en draagt verschillende dure ringen om zijn vingers.
- Wrinkly Kong, is een lerares die les geeft op haar eigen Kong Kollege. Diddy en Dixie zijn leerlingen in haar klas. Daarnaast is ze de echtgenote van Cranky Kong en daarmee Donkey Kongs grootmoeder. Naast advies geeft Wrinkly Diddy en Dixie de mogelijkheid om het spel op te slaan. Ze heeft grijs haar, draagt een bril en groene sjaal. In tegenstelling tot Cranky heeft ze vertrouwen in Diddy en Dixie en een veel modernere kijk op het leven.

Ook in dit deel van de Donkey Kong Country-serie heb je de beschikking over dierenvrienden, namelijk:
- Rambi de neushoorn, stoot alles op zijn weg omver met zijn hoorn;
- Enguarde de zwaardvis, het equivalent van Rambi onder water;
- Squawks de papegaai, spuwt eieren naar tegenstanders en kan vliegen;
- Rattly de ratelslang, veert op zijn staart en kan zo grote sprongen maken;
- Squitter de spin, werpt zijn rag naar vijanden of gebruikt het als platform;
- Glimmer de zeeduivel, verlicht de bodem in donkere ondergelopen scheepsruimen van het level Glimmer's Galleon;
- Clapper de zeehond, koelt met zijn koude adem kokend heet water af, zodat de Kongs erin kunnen zwemmen.